# Восточно-Туркестанская Революционная республика
Вторая Восточно-Туркестанская Республика (ВТР), Уйгурская Республика или Восточно-Туркестанская Революционная Республика (уйг. Шәрқи Түркистан Җумһурийити) (ВТРР), — государство-сателлит СССР, существовавшее в 1944—1949 годах на территории трёх (Илийского, Таченского и Алтайского) северных округов провинции Синьцзян Китайской республики (северная часть исторического Восточного Туркестана). В 1949 году Восточно-Туркестанская республика была присоединена к Китайской Народной Республике.

## Предыстория
В 1930-х годах Шэн Шицай, губернатор Синьцзяна, пользуясь тем, что из-за событий в Китае центральным властям было далеко не до Синьцзяна, действовал фактически как независимый правитель. В связи с тем, что основным соседом Синьцзяна был Советский Союз, Шэн Шицай проводил просоветскую политику, активно торговал с СССР. Когда в 1936 году в конце Великого похода в Синьцзян прорвались остатки колонны Чжан Готао, то Шэн Шицай предоставил пришедшим коммунистам должности в своих войсках.
В 1937 году началась японо-китайская война, и после того, как Китай потерял приморские провинции, Синьцзян стал его единственным каналом связи с внешним миром. Именно через Синьцзян поступали военные грузы из Советского Союза. Это заставило китайского руководителя Чан Кайши обратить на Синьцзян серьёзное внимание. Однако Шэн Шицай, боясь потерять свой независимый статус, отклонял все приглашения прибыть на какое-либо совещание.
В конце августа 1942 года в Урумчи для переговоров с Шэн Шицаем прилетела жена Чан Кайши — Сун Мэйлин. В это время шла Вторая мировая война, германские войска достигли своего наибольшего продвижения на территорию СССР, и Шэн Шицай решил, что пора отказаться от ставки на СССР. В Урумчи был открыт провинциальный комитет партии Гоминьдан, в Синьцзян перебрасывались десять бригад гоминьдановских войск. Зная, что Чан Кайши потребует разорвать связи с СССР, очистить провинцию от коммунистов и разгромить демократическое движение[уточнить], Шэн Шицай ещё в первой половине 1942 года начал репрессии, и к лету 1942 года уже никаких признаков демократического движения в Синьцзяне не наблюдалось. Политика Шэн Шицая привела к тому, что весной 1942 года на Алтае восстали казахи. К 1943 году там сформировалось пять партизанских отрядов, которые повели планомерную борьбу против гоминьдановских гарнизонов. Сначала казахи попытались сделать ставку на известного бандита Оспана и даже провозгласили его ханом, но он предпочитал грабить мирное население и довольствоваться привилегиями полученного статуса, поэтому вскоре лидером казахских партизан стал бежавший из тюрьмы Далельхан Сугурбаев.
В целом за период с 1937 по 1944 годы налоговое бремя в Синьцзяне выросло в 7-8 раз. Прекращение торгового оборота с СССР привело к нехватке промышленных товаров, а продукцию сельского хозяйства никто не покупал. В дополнение ко всему прочему Шэн Шицай объявил о мобилизации для нужд армии десяти тысяч отборных лошадей, которых должны были поставить кочевники. С семьи, не сдавшей коня, взимался денежный штраф, равный стоимости двух лошадей. Эта мобилизация лошадей легла на кочевников Илийского и Тарбагатайского округов (алтайские казахи вели партизанскую борьбу) и вызвала всеобщее возмущение. Шэн Шицай стал настолько одиозной фигурой, что Чан Кайши вообще упразднил должность губернатора провинции и отозвал Шэн Шицая в Чунцин. Провинциальное правительство возглавил член ЦК Гоминьдана генерал У Чжунсинь, который объявил амнистию части политзаключённых, но было уже поздно.

## События 1944—1945
В сентябре 1944 года началось восстание в уезде Нилка под руководством кульджинского татарина Фатиха, уйгура Гени Маматбакиева, казаха Акбара Есбосина и калмыка Фучи. Власти отправили в восставший уезд один эскадрон 4 кавалерийского полка Общественной безопасности, который прибыл в уезд 16 сентября, но не смог разгромить восставших и отступил.
Ситуация усугублялась некоторой неразберихой в правительстве провинции, связанной с отбытием Шэн Шицая.
8 октября повстанцы общим числом до 1000 человек атаковали уездный центр Нилка.
12 октября гарнизон покинул город и бежал в сторону деревни Мазар.
Восставшие очистили уезд от гоминьдановских войск и провозгласили его независимость. Илийский окружной начальник, уверенный, что в самой Кульдже никакой угрозы не существует, перебросил Кульджинский гарнизон в Нилку на подавление восстания. Воспользовавшись этим, хорошо законспирированная организация кульджинских революционеров подняла восстание, направив предварительно восставшим в уезде Нилка приказ: не ввязываться в бой с карателями, а срочно, другой дорогой, идти в Кульджу. Повстанцы разделились на три крупных отряда: уйгурский под командованием Гени Маматбакиева, казахский, которым командовал Акбар Есбосин, и русский, под командованием Ивана Шутова, которые и направились к Кульдже.
7 ноября 1944 года восстание началось в самом городе Кульджа. По некоторым данным сигнал к восстанию был дан пулемётной очередью из советского консульства.
Гарнизон Кульджи состоял из двух батальонов 19 полка и одного батальона 21 полка, кроме того в городе квартировалось значительное количество резервных войск, слабовооружённых и плохо подготовленных. В соседних городках также были расквартированы войска, всего на момент восстания в Илийской долине находилось до 10 тысяч солдат Гоминьдана, из них 8 тысяч в самой Кульдже.
Восставшим удалось окружить и блокировать армейские части Гоминьдана в трех различных точках города, и несмотря на то, что город ещё не был до конца очищен от противника, 12 ноября 1944 года повстанцы провозгласили создание Восточно-Туркестанской республики.
Во главе правительства Восточно-Туркестанской республики был поставлен высший иерарх мусульман Илийского округа Алихан-тюре. В состав правительства вошли уйгуры Ахметжан Касымов, Хакимбек-ходжа и Рахимжан Сабирходжаев, татары Анвар Мусабаев и Набиев, казахи Урахан и Абдулхаир, русские Иван Георгиевич Полинов и Фотий Иванович Лескин и калмык Фуча. Фактическим руководителем восстания являлся уйгур Ахметжан Касымов. Сразу же после образования республики правительство обнародовало демократическую программу равноправия народов, населяющих Синьцзян, развития экономики и культуры, поддержки ислама и других религий, установления дружественных отношений со всеми государствами. Отдельным пунктом в программе стояло создание регулярной армии из представителей всех народов Синьцзяна.
За ноябрь, декабрь и январь повстанцы окончательно очистили окрестности Кульджи от гоминьдановцев. На Тяньшане восставших поддержали торгоуты. К марту 1945 года весь Илийский округ был очищен от гоминьдановских войск. Гоминьдановское командование приступило к созданию линии обороны в населённых пунктах по Великому Шёлковому пути. К лету была возведена эшелонированная оборона в Цзинхэ, Шихэ и Манасе.
Весной 1945 года гоминьдановское командование упустило момент и не заняло выход из ущелья реки Кызыл-Озен, чем воспользовались казахи под руководством Калибека, поднявшие восстание и захватившие этот важный стратегический пункт.
Стараниями Ахметжана Касымова из добровольческих повстанческих отрядов была сформирована армия Восточно-Туркестанской республики, о создании которой было официально объявлено 8 апреля 1945 года. В армию набирались представители всех национальностей республики, кроме китайцев.
Большинство солдат были уйгурами, казахами и русскими. Существовал также дунганский кавалерийский дивизион и монгольский кавалерийский дивизион, позднее преобразованные в полки и эскадрон из народности сибо.
Национальная армия Восточно-Туркестанской республики состояла из следующих частей:
1. 1-й Суйдинский пехотный полк
2. 2-й Кульджинский пехотный полк
3. 4-й Кульджинский запасной полк
4. 1-й Текесский конный полк
5. 2-й Текесский конный полк
6. 1-й Кульджинский конный полк
7. 2-й Токкузтаринский конный полк
8. 3-й Кенсайский конный полк

1. Отдельный конный дивизион
2. Отдельный артиллерийский дивизион
3. Монгольский конный дивизион
4. Дунганский конный дивизион
5. Охранный батальон
6. Сибинский конный эскадрон

По мере освобождения новых уездов и округов из местных партизан формировались новые полки.
Дивизия генерала Исхак-бека перекрыла Музартский перевал, предотвратив угрозу удара по республике со стороны Кашгарии, вторая дивизия генерала Ивана Георгиевича Полинова держала основной фронт, а отдельный кавалерийский полк под командованием полковника Фотия Ивановича Лескина в мае 1945 года начал наступление через Боро-Тала на Тарбагатайский округ, где в Дурбульджине и Чугучаке действовали казахский и русский партизанские отряды. В Чугучаке Лескин провёл мобилизацию, сформировав полнокровную кавалерийскую бригаду и Отдельный стрелковый батальон, сразу же направленный на помощь 2-й дивизии в район Шихэ.

### Бои на Алтае
В середине июля кавалерийская бригада Лескина двинулась на Алтайский округ. Разбив крупный гоминьдановский гарнизон Кобука, бригада переправилась на правый берег Чёрного Иртыша, в начале сентября захватила Бурчун и нацелилась на Шара-Сумэ.
Тем временем партизаны Далельхана Сугурбаева хотя были и не в состоянии выбить гоминьдановские гарнизоны из укреплённых городов, но перерезали их линии снабжения, нарушив связь с Урумчи. Оспан со своим отрядом из 200—300 человек в течение двух лет находился в Чингильском ущелье по соседству с кёктокайским и чингильским гоминьдановскими гарнизонами, но старался их не беспокоить, и не принимал участия в боевых действиях. Однако успехи партизан Сугурбаева обеспокоили Оспана и он вступил в переговоры с гоминьдановцами, которым он предоставил свободный проход в Урумчи, а сам занял Чингиль и Кёктокай без боя.
Весть о капитуляции Бурчуна вызвала панику в осаждённом партизанами Шара-Сумэ. 5 сентября объединённые силы Лескина и Сугурбаева начали бои в предместьях окружного центра, который был блокирован с запада, юга и востока. Осаждающие намеренно оставили проход в сторону МНР, которым и воспользовался гарнизон, предварительно разграбив город. Выйдя из города, гарнизон попал в засаду и сдался в плен. Первыми в город ворвались те части, которые в 1943 году воевали вместе с Оспаном, и начали грабёж; Лескину и Сугурбаеву пришлось применить оружие против недавних союзников ради наведения порядка и установления спокойствия. После этого капитулировали мелкие гоминьдановские гарнизоны других населённых пунктов.

### Наступление на Урумчи
В июне 1945 года дивизия генерала Полинова начала наступление на Цзинхэ. В результате затяжного кровопролитного сражения гоминьдановцы были выбиты из города и отступили в Шихэ. Получив подкрепление из Кульджи и чугучакский батальон от Лескина, дивизия начала бои за Шихэ. Тем временем партизаны Калибека перерезали дорогу, связывавшую Шихэ с Урумчи, и вынудили гоминьдановское командование сжечь мост через реку Манас, организовав линию обороны по её правому берегу.
В середине сентября дивизия Полинова выбила гоминьдановскую группировку из Шихэ и сменила партизан на левом берегу Манаса, организовав линию обороны. Партизаны-казахи были распущены по домам, а партизанившие с ними русские — зачислены в армию. В результате образовалась линия фронта от предгорий Тянь-Шаня на юге до Алтая на севере.

## Демография
| Национальности в Восточно-Туркестанской Революционной республике (1944) | Национальности в Восточно-Туркестанской Революционной республике (1944) | Национальности в Восточно-Туркестанской Революционной республике (1944) | Национальности в Восточно-Туркестанской Революционной республике (1944) | Национальности в Восточно-Туркестанской Революционной республике (1944) |
| Национальности                                                          |                                                                         |                                                                         | Проценты                                                                |                                                                         |
| ----------------------------------------------------------------------- | ----------------------------------------------------------------------- | ----------------------------------------------------------------------- | ----------------------------------------------------------------------- | ----------------------------------------------------------------------- |
| Казахи                                                                  |                                                                         |                                                                         | 52.1 %                                                                  |                                                                         |
| Уйгуры                                                                  |                                                                         |                                                                         | 25.3 %                                                                  |                                                                         |
| Другие                                                                  |                                                                         |                                                                         | 22.6 %                                                                  |                                                                         |
| Источник: Wang, 2020, p. 265.                                           |                                                                         |                                                                         |                                                                         |                                                                         |

Общая численность населения ВТР в конце 1944 года составляла 705 168 человек. Казахи составляли 52,1% населения, или 367 204 человека, в то время как уйгуры составляли 25,3% населения, или 178 527 человек. В Алтайском округе был самый высокий процент казахов - 84,6%, а в Илийском округе - самый высокий процент уйгуров - 35,1% (казахи по-прежнему составляли большинство населения Или - 44,7%).

## Коалиционное правительство
В сентябре 1945 года генералиссимус Чан Кайши выступил по радио и признал за «Революционной базой трёх округов» право на «местную автономию». Он призвал начать переговоры с целью создания единого коалиционного правительства в Синьцзяне. Сознавая, что 12-тысячной армии Восточно-Туркестанской республики противостоит 100-тысячная гоминьдановская группировка в Синьцзяне и что в случае продолжения боевых действий численное и техническое превосходство противника рано или поздно сыграют свою роль, руководство Восточно-Туркестанской республики приняло предложение генералиссимуса. В октябре 1945 года правительственная делегация Восточно-Туркестанской республики прибыла в Урумчи.
Учитывая сложную ситуацию в Синьцзяне, Чан Кайши назначил председателем синьцзянского правительства генерала Чжан Чжичжуна, который возглавил гоминьдановскую делегацию на переговорах; делегацию Восточно-Туркестанской республики возглавлял Ахметжан Касымов. После трёх месяцев переговоров 2 января 1946 года было подписано «Соглашение из 11 пунктов», в соответствии с которым создавалось коалиционное правительство. 15 человек в правительстве должны были представлять местных жителей, 10 — гоминьдановское руководство. Провозглашались равенство языков, свобода слова, печати, собраний, организаций, свободное развитие внутренней и внешней торговли и т. п. Восточно-Туркестанская республика получила право сохранить свою армию.
В июне 1946 года «Соглашение из 11 пунктов» было утверждено Чан Кайши. От Восточно-Туркестанской республики в коалиционное правительство вошли, в частности, Ахметжан Касымов, Абдукерим Аббасов и Далельхан Сугурбаев.
На Алтае руководство Восточно-Туркестанской республики совершило ошибку, назначив Оспан-батыра губернатором округа. Чжан Чжичжун стал тайно поставлять Оспану оружие и военное имущество и уговорил его сменить сторону. Уже в ноябре 1946 года отряды Оспана начали столкновения с войсками Восточно-Туркестанской республики на Алтае. В 1947 году сменил сторону и Калибек.
Грубые нарушения условий «Соглашения из 11 пунктов» привели к тому, что членам коалиционного правительства от Восточно-Туркестанской республики пришлось покинуть Урумчи и в начале августа 1947 года вернуться в Кульджу.

## Экономика
Главным торговым партнёром Восточно-Туркестанской Революционной Республики являлся СССР.

## 1947—1949
В сентябре 1947 года отряды Оспана (1500 сабель) и Калибека (900 сабель) совершили налёт на Алтайский округ, пройдя его с востока на запад; по пути они разоряли и грабили население. Генерал Далельхан собрал в кулак казахские эскадроны, призвал народ в ополчение и нанёс ответный удар, выбив бандитов за демаркационную линию. В ноябре Оспан попытался повторить набег, но был отбит. Не сумев оправиться от поражения, он с немногочисленными оставшимися сторонниками ушёл на восток; Калибек ушёл на юг, сумев увести за собой всего 50 семей.
В 1948 году гражданская война в Китае вступила в завершающую фазу, гоминьдановские войска начали терпеть поражение на всех фронтах, и им стало не до Восточно-Туркестанской республики. Тем временем правительство Восточно-Туркестанской республики занялось развитием экономики и внутренним укреплением государства; в 1947 году цены на контролируемой ею территории были в 5-12 раз ниже, чем на остальной территории Синьцзяна.

## Вхождение в состав КНР
В декабре 1948 года Чан Кайши сделал председателем правительства Синьцзяна татарина Бургана Шахиди. Бурган, соблюдая статус-кво в Синьцзяне, наладил связь с Пекином, откуда Чжан Чжичжун, перешедший на сторону коммунистов, прислал ему телеграмму с рекомендацией пригласить в Урумчи делегатов от Восточно-Туркестанской республики.
Летом 1949 года гоминьдановцы в Китае были окончательно разгромлены, и на осень коммунисты назначили созыв Народного Политического Консультативного Совета с целью провозглашения Китайской Народной Республики. Мао Цзэдун назвал революцию в трёх округах Синьцзяна частью китайской революции, и делегаты от Восточно-Туркестанской республики также были приглашены в Пекин. Делегация вылетела 24 августа, однако при перелёте через Хамар-Дабан самолёт потерпел катастрофу, пассажиры и экипаж погибли. В Пекин была отправлена новая делегация во главе с Сайфутдином Азизовым, которая согласилась на вхождение Восточно-Туркестанской республики в образуемую Китайскую народную республику.
19 сентября 1949 года Бурган Шахиди отправил лично Мао Цзэдуну телеграмму, в которой заявил, что народ Синьцзяна порывает отношения с Гоминьданом и присоединяется к Коммунистической партии Китая. 1 октября 1949 года в Пекине была провозглашена Китайская народная республика, а 20 октября части НОАК вошли в Урумчи. Пекин подтвердил полномочия Бургана Шахиди в качестве главы правительства Синьцзяна, Сайфутдин Азизов вошёл в него как представитель Восточно-Туркестанской республики. Вооружённые силы Восточного Туркестана в январе 1950 года были включены в состав НОАК в качестве 5-го корпуса, командиром которого стал Фотий Иванович Лескин.
1 октября 1955 года в составе Китайской народной республики был образован Синьцзян-Уйгурский автономный район.

## Президенты
- Алихан тура 1944 — 1946
- Ахметжан Касыми 1946 — 1949